# Dzióbek (botanika)

Dzióbek na niełupce mniszka lekarskiego

Dzióbek (ang. rostrum) – część niektórych owoców roślin nasiennych:
- na owocach suchych (np. typu łuszczyna) pozostałość szyjki słupka[1],
- na niełupkach części astrowatych, np. mniszka (Taraxacum), część owocu znajdująca się pomiędzy puchem kielichowym, a piramidką[2].